# Via ferrata Maximilian
La via ferrata Maximilian (in tedesco Maximilian-Klettersteig) è una via ferrata situata nella provincia autonoma di Bolzano, in Italia, per raggiungere la cima di Terrarossa 2.655 m s.l.m. della catena dei Denti di Terrarossa attorno al massiccio del Catinaccio, nelle Dolomiti del parco naturale dello Sciliar.

## Principali caratteristiche

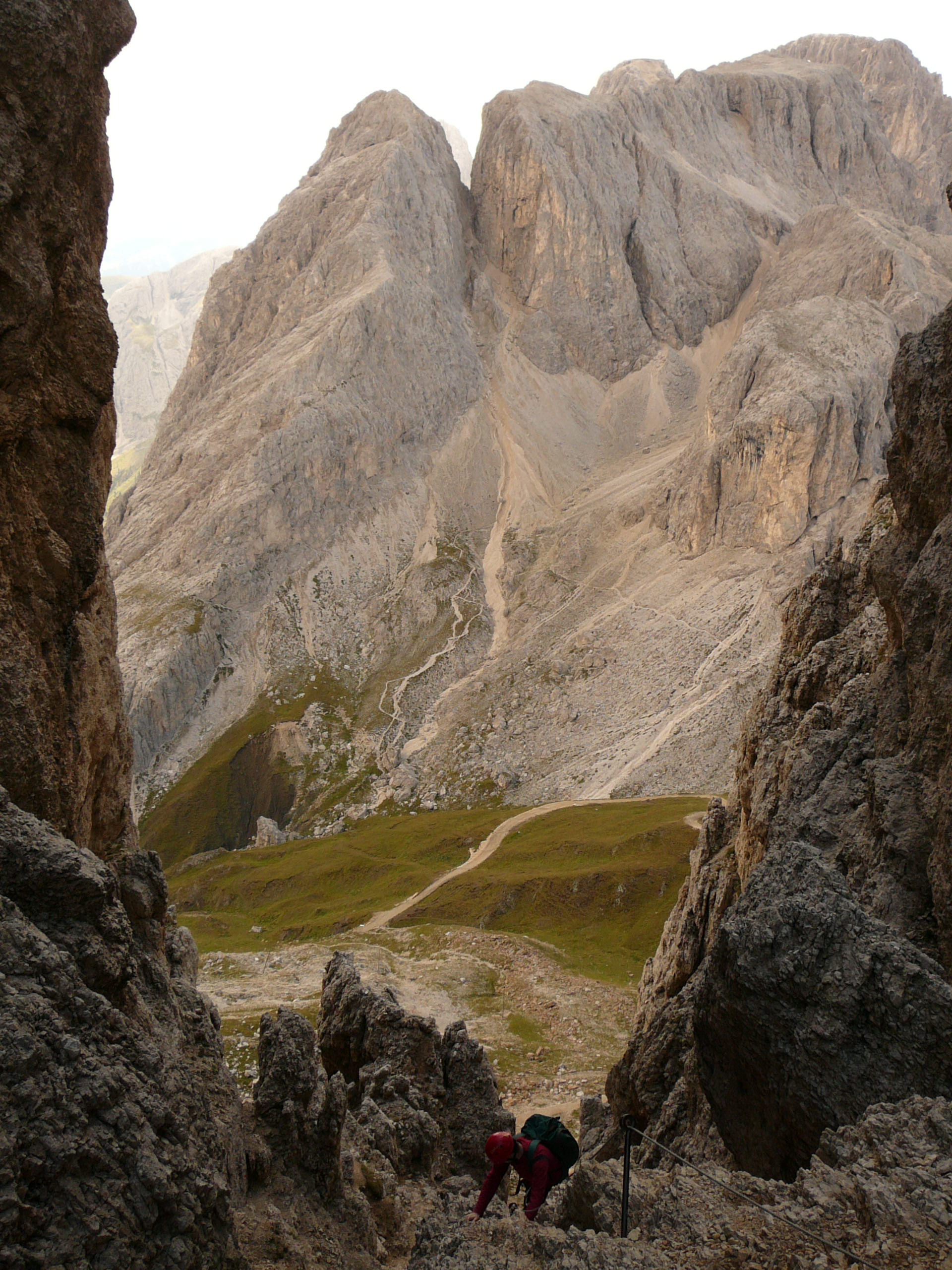
La gola iniziale

- Difficoltà: è una via ferrata di media difficoltà
- Punto di partenza: Rifugio Alpe di Tires 2.440 m
- Punto di arrivo: Rifugio Alpe di Tires 2.440 m
- Principali passaggi: Cima di Terrarossa 2.655 m
- Dislivello: 215 m
- Durata: 	circa 3 ore
- Periodo: da giugno a ottobre, tenendo in considerazione il livello d'innevamento
- Frequentazione: medio-bassa

### Descrizione

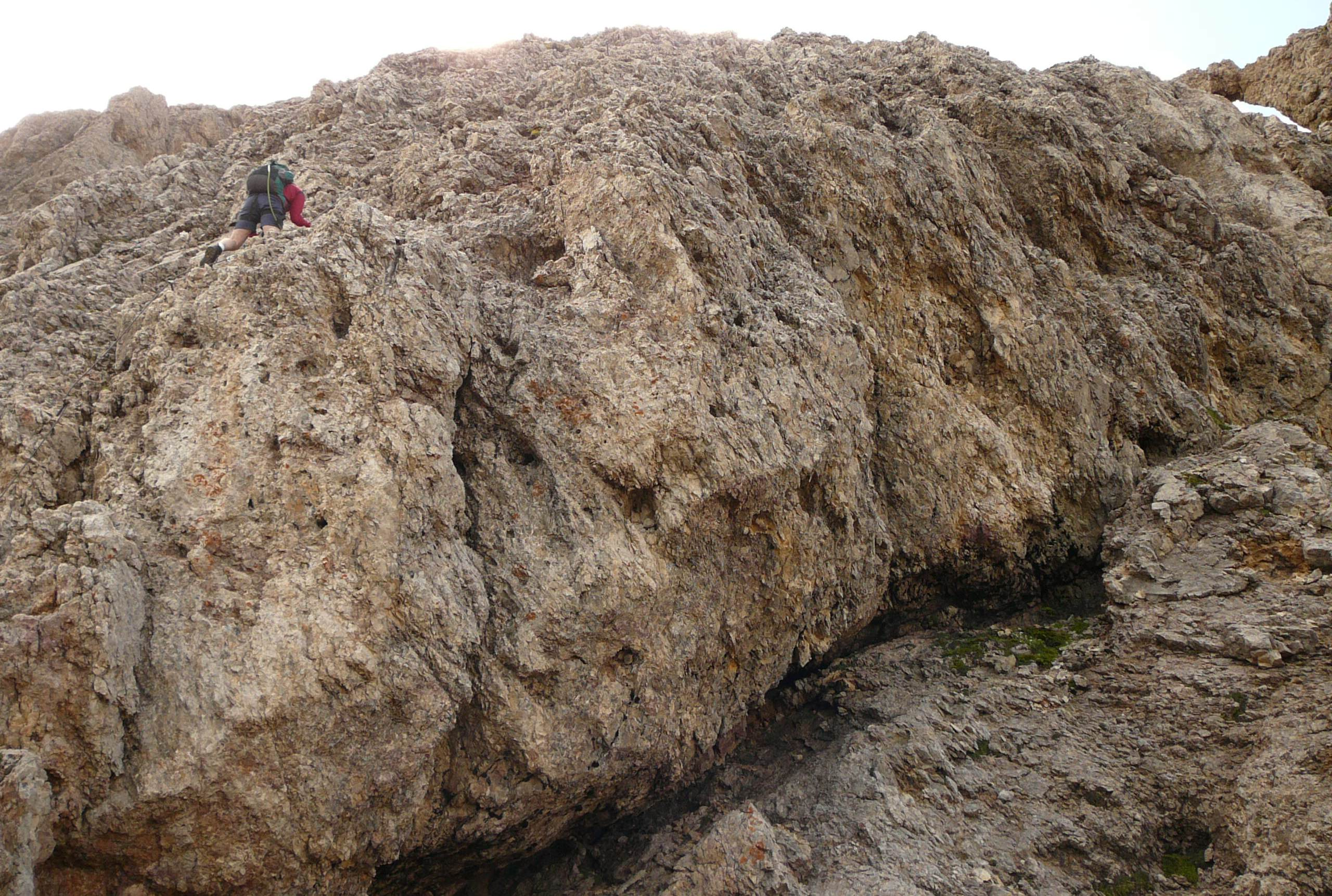
Forse il punto più critico della via

Il nome della ferrata deriva dal costruttore del Rifugio Alpe di Tires, Maximilian Aichner di Tires, ed infatti la via ferrata inizia proprio alle spalle del rifugio.
La via è considerata in letteratura come di facili difficoltà, ma presenta un lungo attraversamento su roccette e sulle creste, molto aereo, e con pendii molto ripidi a fianco, se non proprio parete. Questo non la rende di difficile livello, ma sicuramente una via che richiede un particolare livello di attenzione (maggiore di quello che si deve solitamente avere), anche perché in molti punti la via non è servita dalla corda di sicurezza, e dove c'è la corda non è ben tesa e non sempre segue la via naturale della parete, ma semplicemente una linea verticale. La via quindi pur non presentando caratteristiche troppo difficili richiede sicurezza, assenza di vertigini oltre che al buon tempo e all'attrezzatura da ferrata (imbragatura, kit ferrata e caschetto).
La via sale su uno stretto sentiero dietro al rifugio e subito entra in una forra, che in 10 minuti porta subito al valico con veduta panoramica dell'Alpe di Siusi. Da qui si procede a sinistra salendo fino alla prima cima, la cima del Dente di Terrarossa 2.653 m, dove si ha una vista libera da ostacoli: a sud-est il Catinaccio con la Cresta del Molignon e ad est la Val Duron fino al Gruppo del Sassolungo, ed infine a sud lo Sciliar.
Da qui forse segue uno dei punti più impegnativi, la discesa sull'altro versante in ferrata, dove si trova una paretina quasi verticale, che non risulta troppo difficile se ci fosse la corda ben posizionata, ma invece la corda sege una linea verticale, e quindi risulta più difficoltosa.
Dopo la discesa si prosegue quasi camminando lungo la cresta della catena, quindi vi è tutto questo spezzone che è molto panoramico, ma allo stesso tempo aereo, in quanto non vi è alcun tratto attrezzato. Ad un certo punto la via compie una singolare traiettoria a coccinella passando sotto un portico di roccia. Da qui in breve si arriva a metà percorso, dove esiste anche una via d'emergenza, da prendere nel caso si volesse abbandonare la via.
La via invece procede verso la massima elevazione dello Sciliar, la Cima di Terrarossa 2.655 m dove con un ultimo e meno impegnativo tratto attrezzato si arriva in breve alla vetta (due ore dal rifugio a qui).
La discesa invece è molto più semplice in quanto è tutta su sentiero; dapprima ci si congiunge al sentiero n. 4 che proviene dal rifugio Bolzano, e quindi lo si segue fino ad arrivare nuovamente al Rifugio Alpe di Tires (fin qui tre ore in tutto).

## Rifugi

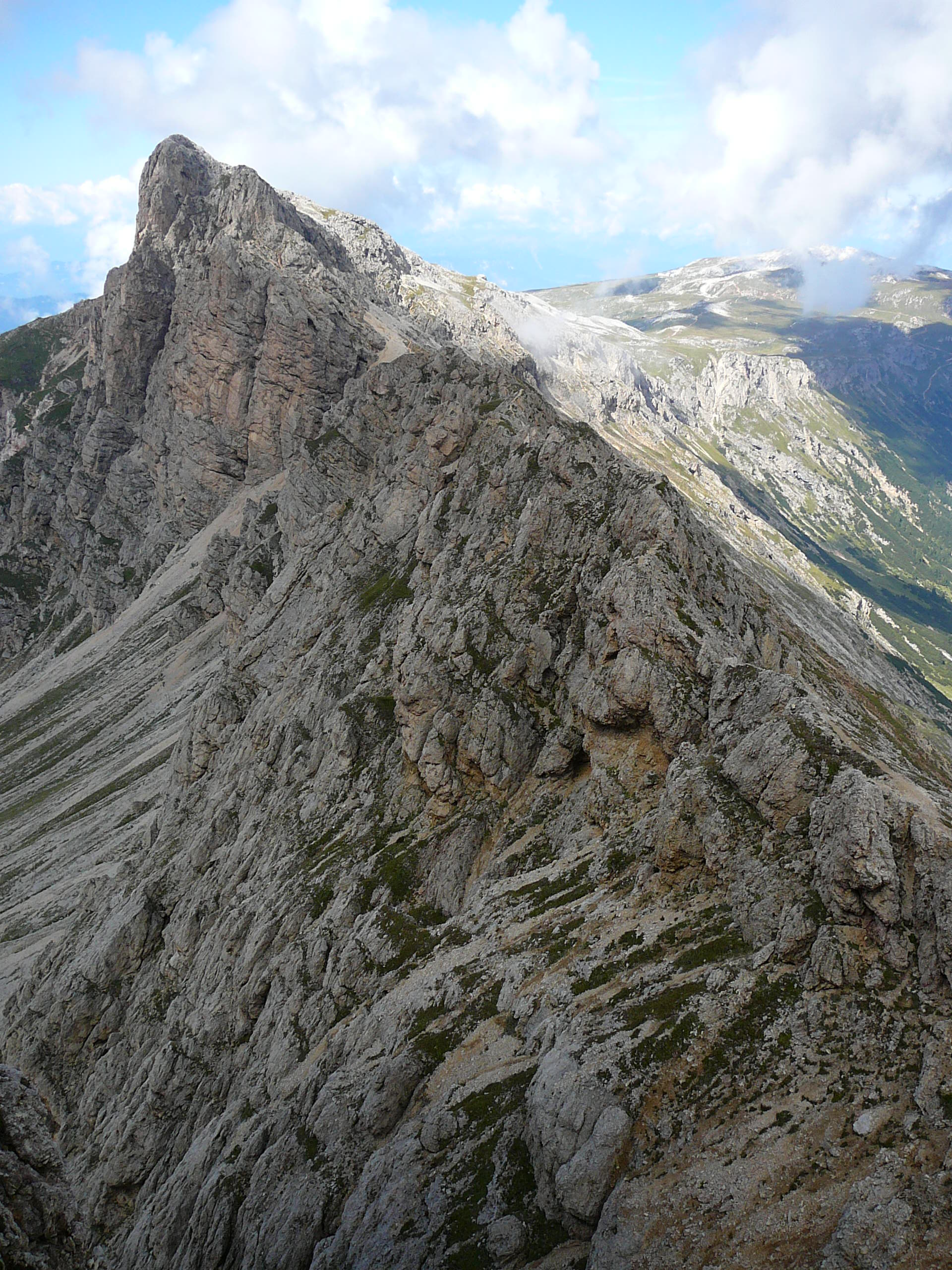
La cima di Terrarossa (Roterdspitze), punto finale della via ferrata

- Rifugio Alpe di Tires